# Daphne (anime)
Daphne (jap. 光と水のダフネ Hikari to Mizu no Dafune; ang. Daphne in the Brilliant Blue) – seria anime z 2004 roku stworzona przez studio J.C.Staff i GENCO. W Polsce serial został wydany na dvd przez Anime Gate z polskim lektorem, którym była Danuta Stachyra (w drugim odcinku specjalnym lektorem był Paweł Straszewski). Anime jest oparte na mandze autorstwa Satoshi Shiki.

## Fabuła
W bliżej nieokreślonej przyszłości woda pokryła znaczną część Ziemi ze względu na skutki globalnego ocieplenia, pozostawiając ludzkości życie w sąsiednich pływających miastach. Osierocona piętnastolatka Maia Mizuki właśnie skończyła gimnazjum i złożyła już podanie o pracę w elitarnej Agencji Oceanicznej, części futurystycznego rządu światowego. Do przyjęcia kwalifikują się tylko najlepsi, najbardziej inteligentni i sprawni fizycznie studenci. Bohaterka serialu Maia ma stać się jedną z nielicznych.
Ale jej idealne życie szybko się rozpada. Ku swojemu rozczarowaniu, Maia nieoczekiwanie nie zdaje egzaminów wstępnych pomimo wysokich ocen. Co gorsza, natychmiast zostaje eksmitowana ze swojego domu, okradziona, porwana i wzięta jako zakładniczka przez handlarzy żywym towarem, a następnie rozstrzelana. Została „uratowana” przez dwie kobiety Renę Honjō i Shizukę Hayamę, które są częścią niekonwencjonalnej organizacji Nereids. Maia nie mając dokąd pójść, dołącza do Nereids podejmując prace od chwytania poszukiwanych przestępców po ściganie bezpańskich kotów często z nieoczekiwanymi rezultatami. Później do Nereids dołączają także Gloria i Yū Park.

## Postacie
Maia Mizuki (jap. 水樹 マイア Mizuki Maia)
Seiyū: Mai Nakahara 
Maia to główna bohaterka serii. Straciła wszystkie wspomnienia z dzieciństwa, ponieważ jako dziecko Maia zapadła w roczną śpiączkę z powodu wypadku samochodowego. 
Powodem tego było to, że w samochodzie nie działały urządzenia sterujące, przez co jej rodzice zginęli. Budząc się, została przedstawiona mężczyźnie podającemu się za jej dziadka. 
W 11. odcinku Maia opowiada dziewczynom z grupy Nereids swoją historię przebudzenia ze śpiączki. 
Podczas retrospekcji Maia pyta dziadka, dlaczego za każdym razem, gdy się do niej uśmiecha, wydaje się smutny. Pod koniec odcinka patrzy na zdjęcie swojego dziadka i pyta: „Co takiego ukrywałeś przede mną, dziadku?”. 
Chociaż Maia jest doskonałą uczennicą, zostaje odrzucona przez Agencję Oceaniczną.
Za to Maia spłukana i bezdomna, dołącza do Nereids, niekonwencjonalnej organizacji pomocy do wynajęcia, inspirowanej nimfami morskimi Nereidami z mitologii greckiej. Jest optymistyczna, pracowita i uczciwa, a jednocześnie naiwna i nieśmiała. Maia poszukuje swojej przeszłości i kontynuuje to, pracując w Nereids.
Rena Honjō (jap. 本城 レナ Honjō Rena)
Seiyū: Sayaka Ohara 
Liderka oddziału Nereids Kamczatka. Rena jest zdolna, elegancka i przebiegła, chociaż czasami jest zimna. Choć nie jest tytułowym kierownikiem oddziału, jest de facto przywódczynią i podejmuje decyzje. Jest chłodna i wyrachowana, a jej bystry instynkt pozwala jej poznać słabości innych ludzi. 
Rena nie ma moralnych skrupułów, by użyć broni. Jest też oszczędna z pieniędzmi i pod byle pretekstem potrąca je z pensji.
Shizuka Hayama (jap. 葉山 静香 Hayama Shizuka)
Seiyū: Kana Ueda 
Biuściasta, fioletowowłosa, turkusowooka okularnica Shizuka jest genialnym mechanikiem, która dorastała w śródmieściu Shibuya i zna tam wielu ludzi. 
Jest znana ze swoich słabych zdolności strzeleckich, jest też przyjazna, swobodna i ufna. Ma duży apetyt na jedzenie.
Gloria (jap. グロリア Guroria)
Seiyū: Masumi Asano 
Głośna, spontaniczna i nieco lekkomyślna chłopczyca z cerą w stylu ganguro, Gloria jest mistrzynią strzelania i specjalistką od broni, która żywi urazę do Reny za to, że opuściła ją podczas poprzedniej misji. Ma tendencję do trzymania broni i uwielbia strzelać do różnych rzeczy i nie dogaduje się z Yū. Gloria ma słabość do pieniędzy i wylicza Renie, ile jest jej winna. Jest jedyną postacią bez zwykłego cywilnego stroju.
Yū Park (jap. 朴 ゆう Paku Yū)
Seiyū: Yuko Kaida 
Cicha, zamyślona i nihilistyczna samotnica Yū jest niesamowicie silną wojowniczką i mistrzynią walki wręcz. W przeszłości cofnięto jej licencję za zniszczenie własności prywatnej i zranienie kilku funkcjonariuszy policji (w tym detektywa Yagi) i osób postronnych. Jest lojalna wobec Reny, ale za to nie dogaduje się zbyt dobrze z Glorią, gdzie zazwyczaj są wyznaczane w parze do zadań i ciągle się z nią bije. Zainteresowania Yū to zwierzęta i podróże.

## Spis odcinków
| N/o               | Polski tytuł                                  |
| ----------------- | --------------------------------------------- |
| 1                 | Najdłuższy dzień Mai (część 1)                |
| 2                 | Najdłuższy dzień Mai (część 2)                |
| 3                 | Nie ma to jak własny interes                  |
| 4                 | Powrót szalonej blondynki                     |
| 5                 | Ostra z niej babka                            |
| 6                 | W ogniu nocy                                  |
| 7                 | Cały tata                                     |
| 8                 | Szalony wyścig                                |
| 9                 | Koniec moich dni                              |
| 10                | Wycieczka do Syberia City                     |
| 11                | Przedłużony pobyt                             |
| 12                | Dzień pamięci                                 |
| 13                | Zemsta braci                                  |
| 14                | Morski potwór                                 |
| 15                | Bądź twarda (część 1)                         |
| 16                | Bądź twarda (część 2)                         |
| 17                | Pięć kobiet z giwerami i dziecko              |
| 18                | Romans Shizuki                                |
| 19                | W pogoni za Yomogi-1                          |
| 20                | Dawno temu na Syberii                         |
| 21                | Tajemnica przeszłości Mai                     |
| 22                | Czułe wspomnienia                             |
| 23                | Ucieczka z Kamczatki                          |
| 24                | Daphne wśród wielkiego błękitu                |
| Odcinki Specjalne |                                               |
| 1                 | Wszystko, co chcielibyście wiedzieć o Nereids |
| 2                 | Nieoczekiwana zamiana miejsc                  |